# 整関数
複素解析における整函数（せいかんすう、英: entire function）は、複素数平面の全域で定義される正則函数を言う。そのような函数の例として、特に複素指数函数や多項式函数およびそれらの和、積、合成を用いた組合せとしての三角函数および双曲線函数などを挙げることができる。
二つの整函数の商として有理型函数が与えられる。
解析函数論の特定の場合として考えれば「整函数の基本理論」は一般論からの単に帰結であり、それは本質的に複素関数論の初歩（しばしばヴァイヤシュトラスの因数分解定理によって詳しく調べられる）である。しかしその研究は、19世紀半ばごろのコーシー, ラゲール, ヴァイヤシュトラスらから始まり、ボレル, アダマール, モンテル, ピカール, ヴァリロン, ブルメンタールら（そしてネヴァンリンナを忘れることはできない）によって著しく豊かに推し進められ、いまや堂々たる理論となった。
整函数の理論は、整函数をその増大度によって分類しようとするものであり、整函数のテイラー係数と増大度の間の関係、取りうる零点と整函数の振る舞いの間の関係、整函数とその導函数の間の関係を特定する。
整函数の理論におけるこれらの側面は、有理型函数に対するものに拡張される。

## 解析函数論における整函数
複素解析函数の分類は普通はそれらの複雑さ、つまりそれらの持つ特異点に従ってなされる。多項式函数を除けば、本項の主題である整函数、整函数の商として極のみを特異点に持つ有理型函数、そして真性特異点あるいは分岐点を持つような函数は一変数複素解析函数の中でもっとも複雑である。
整函数は多項式函数の一般化として現れ、ある意味で「無限次数の多項式」のように振る舞う。ゆえに整函数は、多項式函数を除いてもっとも単純な解析函数であり、有限な領域において特異点を持たず、無限遠点においてただ一つの特異点を持つ（後述）。それでも、整函数の研究は難しく、二百年近い研究史にも拘らず未だに多くの未解決問題を抱えている。

## 基本理論
複素解析函数 f が z に関して正則とすれば、テイラー–マクローリンの公式により点 z の周りで整級数 {\displaystyle f(s)=\sum _{n=0}^{\infty }{a_{n}(s-z)^{n}}} に展開される。整級数論により、上の級数は z を中心とし、コーシー–アダマールの定理により {\displaystyle {\frac {1}{R}}=\limsup _{n\to \infty }|a_{n}|^{1/n}} で与えられる半径 R をもつ開円板上で絶対かつ一様に収束することが分かる。複素解析函数論の主結果は、収束半径が z と最も近くにある特異点との間の距離 R によって決まることである。複素解析函数が整であるとは、それが複素数平面の任意の点において正則であるときに言う。したがって、整函数は有限の距離にある特異点を持たない。ある点 y において正則な函数は y において無限回微分可能であることを思い出そう。
f が整函数ならば、任意の点において正則であるから、収束整級数 {\textstyle f(z)=\sum _{n\geq 0}a_{n}z^{n}} に展開され、また無限遠点を除いて特異点を持たないから整級数の収束半径は無限大であり、すなわちこの級数は任意の z に対して収束する。したがって {\textstyle \limsup _{n\to \infty }|a_{n}|^{1/n}=0} が成り立つ。またそれゆえ、整函数の任意の階数の導函数もまた整函数になる。
コーシーの積分公式: {\displaystyle f(z)={\frac {1}{2\pi i}}\int _{\gamma }{{\frac {f(s)}{s-z}}ds}} は、分数式 1/(s − z) を整級数に展開することにより、各テイラー係数を積分 {\displaystyle a_{n}={\frac {f^{(n)}(z)}{n!}}={\frac {1}{2\pi i}}\int _{\gamma }{\frac {f(s)}{(s-z)^{n+1}}}ds} によって決定できる。ただし上記の両方の積分では、積分路 γ は z を囲まない閉路とする。さらに M(R) を z を中心とする半径 R の円板上での函数の最大絶対値とすれば、極めて重要なコーシーの不等式 {\displaystyle |a_{n}|\leq {\frac {M(R)}{R^{n}}}} が簡単な論法により得られる。
整函数に関する重要な結果としてリウヴィルの定理がある:
定理 (Liouville)整函数が有界ならば、定数函数である。
この定理はコーシーの不等式を適用して証明できる。すなわち、R が何であっても M(R) が有界であることに注意して、R を無限大に飛ばせば所望の結果を得る。
このリウヴィルの定理から、代数学の基本定理「次数 n の任意の多項式は、重複度を込めて n 個の根を持つ」の簡単な証明が得られる。次のピカールの小定理はリウヴィルの定理の強化版であると考えられる:
定理 (Picard)定数でない任意の整函数は、複素数平面上において、高々一つの値を除いたすべての複素数の値をとる。
詳しくは後述するが、ある意味で整函数論はピカールの小定理のまったく周辺を周っている。
- 一つの領域—つまり、連結開集合—上定義された正則函数が整函数に解析的に延長できるための必要十分条件は、そのテイラー級数の収束半径がその領域上の任意の点において無限大となることである。（注：領域上のある1点に於いてテイラー級数の収束判型が無限大であれば整関数に延長できる。）
- 整函数全体の成す集合は、写像の合成に関して閉じているから、複素数平面からそれ自身への連続函数全体の成す空間の複素部分多元環を成す。

整函数は有界ならば定数であり、また無限遠点以外では特異点を持てないから、定数でない任意の整函数に対して無限遠点は特異点である。可能性としてその特異点は極または真性特異点であるが、前者の（無限遠点に極を持つ）場合、その整函数は多項式である。後者の（無限遠に真性特異点を持つ）場合、その函数は超越整函数と言う。
孤立零点の原理函数 f は領域 U 上で定義された解析函数で、a において消えているとする。このとき、f は恒等的に零か、さもなくば a を中心とする円板 D が存在して、a と異なる任意の s ∈ D に対して f(s) ≠ 0 が成り立つ。
これは解析接続の原理からの帰結である。
開写像定理開集合 U 上で定数でない解析函数 f に対し、f(U) もまた開集合である。
これは孤立零点の原理によっても示せる。
最大値原理
領域 D 上で定数でない解析函数 f に対し、開写像定理から以下が直ちに従う:
- f の絶対値は D に極大値を持たない（したがって、D が有界ならば |f| は D の境界上で最大値を持つ）;
- f が D 上で消えないならば、|f| は D に極大値を持たない;
- f の実部は D に極大値も極小値も持たない。

特にシュヴァルツの補題が導ける。
より一般に、任意の劣調和函数（例えば |f| や f が消えない場合の 1/|f| などはそう）は最大値の原理を満足する。また任意の調和函数（例えば Re(f) はそう）は最大値および最小値の原理を満足する。
フラグメン–リンデレーフの原理は最大絶対値の原理の非有界領域への一般化である。

## 増大度
定義により、整函数は無限遠点にのみ孤立特異点を持つ。整函数 f に対して {\displaystyle M_{f}(r)=\max _{|z|=r}|f(z)|} と置けば、この函数は最大値原理により単調増大で、f が定数でなければリウヴィルの定理から有界ではない。これを f の最大絶対値函数と言う。

定理 (Hadamard)最大絶対値の自然対数函数 ln Mf(r) は、ln r の凸函数である。
定理 (Blumenthal)
最大絶対値の自然対数函数 ln Mf(r) は、任意の区間上で連続かつ解析的である。
上記の凸性からの帰結として、ln Mf(r) は右および左微分を持ち、それらは単調増大である。必ずしも連続でない函数 v(t) が存在して {\displaystyle \ln M_{f}(r)=\ln M_{f}(1)+\int _{1}^{r}{v(t){\frac {dt}{t}}}} が成り立つ。
関数ｆの絶対最大値函数 Mf(r) の r に関しての増大にはいくらでも速いものが存在する。より精確には、任意の単調増大函数 g: [0, +∞) → [0, +∞) に対して、適当な函数 f を選ぶことで、任意の実数 x に対して f(x) が g(|x|) より真に大きい実数となるようにできる。そのためには f として {\displaystyle f(z)=c+\sum _{k=1}^{\infty }\left({\frac {z}{k}}\right)^{n_{k}}} の形のものを、うまく選んだ整数列 nk に対してとればよい。実際、c ≔ g(2) および {\textstyle n_{k}:=2\lceil k\ln g(k+2)\rceil \quad (\forall k\geq 1)} と取れる。
実はこれはトルステン・カーレマンの一様近似定理「 Q が R 上定義された複素数値連続函数で、E: R → (0, +∞) が連続ならば、整函数 f が存在して、任意の実数 x に対して {\textstyle |f(x)-Q(x)|<E(x)} とできる」の特別の場合になっている。
整函数 f が適当な値 λ に対して {\displaystyle \liminf _{r\to \infty }{\frac {M_{f}(r)}{r^{\lambda }}}=0} を満たすならば、函数 f は次数が高々 λ の多項式である。等号を満足する λ が存在しないときは、Mf(r) の増大度を exp(rk) と比較する。適当な値 r0 より大きい r に対して不等式 {\textstyle M_{f}(r)<\exp(r^{k})} が常に成り立つならば、f は有限増大度であると言う。整函数 f の増大度 (order of growth) あるいは上増大度 (superior order)は、等式 {\displaystyle \rho =\rho _{f}=\limsup _{r\to \infty }{\frac {\ln \ln M_{f}(r)}{\ln r}}} によって定義される。同じ増大度 ρ の整函数の間でも、{\displaystyle \sigma _{f}=\limsup _{r\to \infty }{\frac {\ln M_{f}(r)}{r^{\rho }}}} と定義される型 σf の函数を区別することができる。σf の値により、極小型 (σf = 0), 通常型 (0 < σf < ∞) または極大型 (σf = ∞) に分類する。
そのとき以下の不等式が成り立つ：
- {\displaystyle \rho _{f+g}\leq \max(\rho _{f},\rho _{g});}
- {\displaystyle \rho _{fg}\leq \max(\rho _{f},\rho _{g});}
- {\displaystyle \sigma _{f+g}\leq \max(\sigma _{f},\sigma _{g});}
- {\displaystyle \sigma _{fg}\leq \sigma _{f}+\sigma _{g}.}

指数函数 exp の増大度は 1 であり、また正弦 sin および余弦函数 cos もそうである。
ミッタク゠レフラー函数 {\displaystyle f(z)=\sum _{n=0}^{\infty }{\frac {z^{n}}{\Gamma \left(1+{\frac {n}{\rho }}\right)}}} は増大度 ρ である。リンデレーフ函数 {\displaystyle f(z)=\sum _{n=0}^{\infty }\left({\frac {z}{n^{1/\rho }}}\right)^{n}} も同じ。
整函数の増大度と整級数展開の係数の間には以下のような関係がある:
- 整函数 {\textstyle f(z)=\sum _{n\geq 0}a_{n}z^{n}} が十分大きな r に対して {\textstyle M_{f}(r)<e^{Ar^{k}}}を満たすならば、{\displaystyle |a_{n}|\leq \left({\frac {eAk}{n}}\right)^{n/k}} が十分大きな n に対して成り立つ。
- 逆に、十分大きな n に対して {\textstyle |a_{n}|\leq \left({\frac {eAk}{n}}\right)^{n/k}} が成り立つならば、任意の ε > 0 に対し {\displaystyle M_{f}(r)<e^{(A+\epsilon )r^{k}}} が十分大きな r に対して成り立つ。

まとめると:

増大度と係数との関係整函数の増大度は、以下の公式 {\displaystyle \rho _{f}=\limsup _{n\to \infty }{\frac {n\ln n}{\ln 1/|a_{n}|}}}によって求まり、また整函数の型は公式 {\displaystyle \sigma _{f}={\frac {1}{\rho e}}\limsup _{n\to \infty }n|a_{n}|^{\rho /n}} によって決定できる
円周上の最大値と整級数展開の係数には関係があることを見たが、同様の関係がたとえば函数の実部のみに関してどのようになるかを問うことができる。この関係は一般にはボレル-カラテオドリの補題によって与えられる。それもまた導函数の評価を考えるものである:

定理 (Borel–Carathéodory)函数 f(z) は原点中心、半径 R の閉球体 B(0, R) において解析的とし、その実部の半径 r の円上でとる最大値を A(r) とすると、∀r ∈ (0, R) に対して、以下の不等式 {\displaystyle M(r)\leq {\frac {2r}{R-r}}A(R)+{\frac {R+r}{R-r}}|f(0)|} を得る。また A(R) ≥ 0 ならば {\displaystyle \max _{|z|=r}\left|f^{(n)}(z)\right|\leq {\frac {2^{n+2}n!R}{(R-r)^{n+1}}}(A(R)+|f(0)|)} を得る。
整函数の導函数はその整級数の形式微分によって得られる。コーシー–アダマールの公式を適用すると、整函数の導函数もまた整函数になることが分かる。導函数の増大度がどうなるかという問いが自然に生じるが、その増大度は上記の公式によって計算できて、以下のことが示される:
命題整函数の導函数の増大度はもとの整函数の増大度に等しい。
また整函数は無限回微分可能であるから、任意の階数の導函数についても増大度はすべて等しい。
整函数の増大をより細かく比較するために、{\displaystyle \liminf _{r\to \infty }{\frac {\ln \ln M_{f}(r)}{\ln r}}} で定義される下増大度 (inferior order) を考える。
命題整函数の導函数の下増大度は、もとの整函数の下増大度に等しい。
が示されるが、これではまだ十分に精密ではない。有限増大度 ρ の整函数 f に対して、函数 ρ(r) が存在して、以下の性質
- ρ(r) は定義されて連続、各点において左および右微分可能である;
- {\textstyle \lim _{r\to \infty }\rho (r)=\rho ;}
- {\textstyle \lim _{r\to \infty }\rho '(r)r\ln r=0;}
- {\textstyle \limsup _{r\to \infty }{\frac {\ln M_{f}(r)}{r^{\rho (r)}}}=1}

を満たすとき、f の精密増大度 (precise order) L が定義される。（※校正意見、精密増大度 L の定義が不明である。）
エミール・ボレルは、自身の整函数の研究において、整函数の増大度を {\displaystyle \rho =\lim _{r\to \infty }{\frac {\ln \ln M(r)}{\ln r}}} と与えることにより、整函数の通常増大 (regular growth) を定義した。定義により、これは上増大度と下増大度が一致するときのその値であり、函数の通常増大とはそのような増大度を持つという意味で言う。

整函数 f が増大度 ρ となるための必要十分条件は、その通常増大が十分大きな n と任意の ε > 0 に対して {\textstyle |a_{n}|^{1/n}<n^{-1/{\rho +\epsilon }}} を満たし、かつ整数列 np が存在して {\displaystyle \lim _{n\to \infty }{\frac {n_{p+1}}{n_{p}}}=1} および {\textstyle |a_{n_{p}}|^{1/n_{p}}>n_{p}^{-1/{\rho +\epsilon _{p}}}} が {\textstyle \lim _{n\to \infty }\epsilon _{p}=0} とともに成り立つことである。

## 有限増大度整函数の因数分解
ヴァイヤシュトラスは有限増大度 ρ の任意の整函数 f に対し、f が複素数 an ≠ 0 で値が零にならないとすれば、次数が高々 ρ である多項式 P(s) と整数 m ≤ ρ が存在して、{\displaystyle f(s)=s^{p}\exp(P(s))\prod _{n=1}^{\infty }E\left({\frac {s}{a_{n}}},m\right)} と書けることを示した。ただし、{\textstyle E(u,m)=(1-u)e^{u+u^{2}/2+\dotsb +u^{m}/m}} である。因子 sp は、函数が原点 0 に位数 p の零点を持つことに対応するものである。
ブートルー–カルタンの定理は整函数の研究において頻繁に用いられる結果を述べる。問題は積 {\textstyle P(z):=\prod _{k=1}^{n}(z-z_{k})} を零点の近傍の外において評価することである。いま n は既知と仮定する。
定理 (Boutroux–Cartan)任意の実数 H > 0 に対し、半径の和が高々 2H となる n 個の円の外側で {\displaystyle |P(z)|>\left({\frac {H}{e}}\right)^{n}} が成り立つ。

## テイラー級数の最大項
f(s) ≔ ∑∞
n=0 ansn は整函数とする。数列 |a0|, |a1|r, |a2|r2, … はある番号以降は単調に減少して、r に依らず 0 に収束する。したがって、各 r に対しほかの全ての項以上の値を持つ項が存在するから、その値を B(r), その値をとる（複数あるならば最大の）項番号を μ(r) と書けば、B(r) は r に関して単調増大で無限大に発散し、コーシーの不等式により B(r) < M(r) が成り立つから

命題番号 μ(r) は r の単調非減少函数で、r とともに無限大に発散する。

三つの函数 B(r), M(r), μ(r) の間には、二つの不等式 {\displaystyle B(r)<M(r)<B(r)[2\mu (r+{\tfrac {r}{\mu (r)}})+1]} が成立する。さらにこの不等式から、

命題有限増大度の整函数に対して、二つの函数 ln B(r), ln M(r) は漸近的に等しい。
が言える。すると μ(r) に関して

命題有限増大度 ρ および精密増大度 ρ(r) を持つ完全正則整函数に対し、μ(r) ≈ ρ⋅rρ(r) となる
 ことを得る。一般に公式 {\displaystyle \ln B(r)=\ln B(r_{0})+\int _{r_{0}}^{r}{\frac {\mu (u)}{u}}du} が成り立つ。

## 値の分布
整函数の値の分布に関して最も深い結果はピカールの小定理で、「定数でない整函数は高々一つの例外値を除いてすべての複素数を値としてとる」ことを述べる（このとき、とらない値が存在すればそれを「ピカールの例外値」と称する）。より精確な結果は（先述の数を与えられた複素数の絶対値で上から抑えることにより）函数の増大度に依存する。
非整数増大度の場合増大度が整数でない場合は、ピカールの小定理における例外値を持つことはできない。すなわち、そのような整函数は x の値に依らずに方程式 f(s) = x が無限個の解を持つ。特に、

増大度が整数でない任意の整函数は無限個の零点を許す。
整数増大度の場合増大度が整数の場合には、ピカールの例外値が存在しうる。そのような場合の詳細はエミール・ボレルにより

方程式 f(s) = x の絶対値が r より小さい根の数 n(x, r) は x の高々一つの値を例外として ln M(r) の大きさより小さい増大度を持つ。
零点が有限個かつ多項式に還元できない整数増大度の整函数が存在することが示せるが、そのような場合は増大度が奇数の偶整函数に対しては起こらない。（校正意見：この最後の文は数学的論理がおかしい。）
整函数と角

命題増大度 ρ > 1/2 の整函数は π(2 − 1/ρ) より大きい角度を持つ任意の角において増大度 ρ である。
フランスの数学者 Milloux は1924年に受理された修士論文において、「充填円」(cercles de remplissages) と呼ばれる特定の円を定義した。それは以下のような形で述べられる:

定理 (Milloux)f(z) は整函数、1 > ε >0 は望むだけ小さいとして、{\textstyle A(r)=(\ln M(r))^{1-\epsilon }} および {\textstyle q(r)={\frac {\epsilon }{6}}\ln \ln M(r)} と置く。ここで r は十分大きく {\textstyle \ln \ln M(r)>343/\varepsilon } が成立するようにとると、f(z) は以下の二つの性質のうち一つを満足する:
- 中央円周が |z| = r の幅 πr/q(r) の球冠において、不等式 {\textstyle \ln |f(z)|>A(r)} が成り立つ;
- 中心が円周 |z| = r 上にある半径 8πr/q(r) の円（これを充填円と呼ぶ）が少なくとも一つ存在して、その円上で函数 f(z) は絶対値 A(r) 以下の値を一つの値 a(r) の近傍を除いて全てとる。この近傍は a(r) を中心とする半径 2/A(r) の円に含まれる。

この充填円は方程式 f(z) = a の解の決定に有用である。

### 零点
整函数補間整函数の増大度に制約を設けないならば、その整函数は集積点を持たない集合（例えば整数全体の成す集合）U 上の任意に固定した値をとることができる。言い換えれば、(an)n∈N が触値を持たない複素数値の単射数列で、(zn)n∈Nを任意の値を持つ複素数列とすれば、整函数 f が存在して f(an) = zn (∀n ∈ N) とできる。
この結果は、ラグランジュ補間の類似であり、ヴァイヤシュトラスの因数分解定理およびミッタク＝レフラーの定理の帰結である(th. 15.15, p. 286–287.)。さらに言えば、そのような函数二つの差は U 上で消えている整函数となり、以下の段落の定理を適用することができる。

定理複素変数 s の函数 f を級数 f(s) ≔ ∑
n fn(s) で定義し、それが絶対収束であると仮定する。R が n を動かすとき fn(s) の引数の変動が π より小さいような複素数平面上の領域とすれば、函数 f はその領域 R の外側でのみ消える。
代数学の基本定理の帰結として次数 n の多項式は複素平面 C においてちょうど n 個の零点を持つから、多項式は零点を多く持つとそれだけ増大度もより速くなる。このことは整函数においても同様であるが、より複雑である。整函数の増大度と零点分布の間の関係として

定理有限増大度 ρ および精密増大度 ρ(r) の函数が、絶対値 r 以下の零点を n(r) 個持つとすれば、不等式 {\displaystyle n(r)<\left(1+o(1)\right)\rho \,e\,r^{\rho (r)}} が成り立つ
 は、整函数論の主定理の一つに挙げられる。
イェンゼンの公式は、それを陽に述べなくとも、整函数論の一部を成すものである。それは例えばグリーンの公式から示される。
与えられた函数が ak に零点を持ち、r < ρ の円板上に極を持たないとして、x ≔ reiφ とおくと {\displaystyle \ln |f(re^{i\varphi })|={\frac {1}{2\pi }}\int _{0}^{2\pi }\ln |f(\rho e^{iu})|{\frac {(\rho ^{2}-r^{2})}{\rho ^{2}+r^{2}-2r\rho \cos(u-\varphi )}}du-\sum _{k}\ln \left|{\frac {\rho ^{2}-{\bar {a_{k}}}x}{\rho (x-a_{k})}}\right|} が成り立つ。これをポワソン–イェンゼンの公式という。ここからイェンゼンの公式:

命題 (Jensen)解析函数 f が円板 |z| < r の内部に零点 a1, a2, …, an を持つならば {\displaystyle \ln |f(0)|=-\sum _{k=1}^{n}\ln \left({\frac {r}{|a_{k}|}}\right)+{\frac {1}{2\pi }}\int _{0}^{2\pi }\ln |f(re^{i\theta })|d\theta } が成り立つ。
が導かれる。この公式により、零点の個数と整函数の増大度を結びつけることが可能である。すなわち、f(s) が整函数で、その任意の零点 ak が半径 r の円板内に含まれるとき、絶対値が x 以下の零点の個数を n(x) と書けば、{\displaystyle \sum _{k}\ln {\frac {r}{|a_{k}|}}=\int _{0}^{r}n(u){\frac {du}{u}}(=:W(r))} が成り立ち、したがって 0 において非零な整函数に対して、イェンゼンの公式を {\displaystyle W(r)+\ln |f(0)|<\ln M(r)} の形で与えることができる。有限増大度 ρ の整函数に対しては　n(r) < rρ+ε が示せる。
級数 {\textstyle \sum _{k}|a_{k}|^{-\tau }} は τ > ρ に対して収束し、この級数が収束するような最小の τ の値を、これら零点列の（ボレルの）実位数 (ordre réel) または収束冪数 (exposant de convergence) と言う。そのとき以下のボレルの定理が成り立つ:

定理 (Borel)整函数の零点列の収束冪数はその整函数の増大度以上である。

### 種数
整函数 f が種数 p であるとは、ラゲールによれば、それが {\textstyle f(z)=e^{Q(z)}P(z)} または {\textstyle f(z)=z^{s}e^{Q(z)}\prod _{n=1}^{\infty }\left(1-{\frac {z}{a_{n}}}\right)e^{({\frac {z}{a_{n}}}+{\frac {z^{2}}{2a_{n}^{2}}}+\dots +{\frac {z^{p}}{pa_{n}^{p}}})}} の形に書けて、かつ p − 1 に対しては同様の形に書けない場合であることを言う。ただし、Q は次数が高々 p の多項式であり、P は任意の多項式であり、無限積はヴァイヤシュトラスの積であるとする。
収束冪数を上から抑える最小の整数も函数の「種数」と呼ばれる。
種数はラゲールの公式によって決定できる:

定理 (Laguerre)整函数 f が種数 n であるための必要十分条件は |s| を無限大に飛ばす極限で  {\textstyle s^{n}{\frac {f'(s)}{f(s)}}} が一様に 0 に収束することである。
種数の概念に注意深くなりすぎる必要はない。リンデレーフは函数 {\displaystyle f(z)=\prod _{n=2}^{\infty }\left(1+{\frac {z}{n(\ln n)^{\alpha }}}\right)\quad (1<\alpha <2)} は増大度 1 かつ種数 0 だが、f(z) − 1 は種数 1 となることを示した。同様に f(z) + f(−z) は種数 1 だが f′(z) は種数 0 となる。しかしヴァリロンは以下の定理を証明した:

定理 (Valiron)f が種数 n の函数であるとき、高々一つの値を除く任意の a に対して、函数 f − a は、やはり種数 n である。
Dans ses investigations sur les fonctions entières à la suite du mémoire fondateur de Weierstrass, エドモン・ラゲールは

定理 (Laguerre)整函数 f が任意の実引数において零点を持ち、その導函数もそうであるならば、f の種数は 0 または 1 である
ことを示した。（※校正意見、この定理(Laguerre)の記述は意味が不明である）

### 漸近値
「定数でない整函数が、適当な領域において有限な漸近値をもつことがあるか、常に有限な極限を持つかの何れであるか」を問題にすることができる。リウヴィルの定理により、任意の方向において有限な漸近値を持つということが不可能であることは既知である。
f が漸近値を許すとは、適当な方向の経路が存在して s がその経路に沿って無限大に発散するとき f(s) が値 a に収束するときに言う（そのような経路は「a の決定路」(chemin de détermination a) と呼ぶ）。したがって定数でない任意の整函数は、少なくとも一つ ∞ の決定路を持つ。
増大度が 1/2 より小さい整函数 f に対しては、原点中心かつ半径が限りなく大きくなる無限個の円が存在して、その上での f の最小絶対値は無限大に発散する。したがって、増大度が 1/2 より小さい整函数に対しては、有限な漸近値は存在しない。実はワイマンは以下の定理を示した:

定理 (Wiman)増大度 ρ < 1/2 かつ精密増大度 ρ(r) の整函数 f に対して、ε > 0 は任意として、不等式 {\textstyle \ln |f(s)|>(\cos(\pi \rho )-\epsilon )r^{\rho (r)}} が、無限大に発散する半直線に沿って分布する無限個の円上で成り立つ。したがって、それらの円上で {\displaystyle \ln |f(s)|>(\cos(\pi \rho )-\epsilon )\ln M(r)} である。
いま、整函数が二つの値 a, b の決定路を持つとすれば、それら二つの決定路に挟まれた領域に ∞ の決定路が存在するか、あるいは a = b であって二つの決定路に挟まれた無限大へ向かう任意の経路が a（したがって b）の決定路となる。
ダンジョワは有限増大度 ρ の整函数は高々 2ρ 個の漸近値を持つと予想した。この予想はアールフォルスの定理となった。
したがって、0 から無限大を結ぶ異なる漸近値を導く直線が ρ 本よりも多く存在することは不可能である。結果としてそのような二直線のなす角は π/ρ 以上である。

### フラグメン–リンデレーフの指示函数
有限増大度整函数の増大度 ρ の定義とフラグメン–リンデレーフの原理の示唆するところにより、ひとつの半直線上の増大はその近傍にある直線上のそれに影響されるのだから、函数 {\displaystyle h(\theta )=\limsup _{r\to \infty }{\frac {\ln \left|f(re^{i\theta })\right|}{r^{\rho }}}\quad (\theta \in [-\pi ,\pi ])} を調べることには意義がある。この函数 h(θ) をフラグメン–リンデレーフの指示函数と呼ぶ。この函数は周期が 2π の周期函数で、実数値以外に −∞ または +∞ も値として取りうる。これに関して

f は増大度 ρ の整函数で、h(θ) は上記の指示函数とする。h が閉区間 [a, b] 上有限ならば、任意の ε0 に対し r0 = r0(ε) が存在して、r > r0 ならば必ず{\displaystyle \ln \left|f(re^{i\theta })\right|<r^{\rho }\left(h(\theta )+\epsilon \right)} が (a, b) の任意の小区間に関して一様に成り立つ。
が言える。したがって同じ仮定のもとで

h(θ) > 0 となる任意の小区間は π/ρ より大きい長さを持ち、h(θ) < 0 となる任意の小区間の長さは π/ρ 以下である。さらに言えば、h(θ) < 0 となる任意の小区間は h(θ) = 0 なる点と h(θ) > 0 となる任意の区間から得られる。
「整函数が可算集合上でとる値から一意に決定されることが保証される条件はあるか」という問いは自然である。集合をこのように制限しない場合には、この問いはアプリオリに否決されるものと思われ、実際成り立たないことが示せる。この種の問いにおいて、カールソンの結果は tout un pan de recherche に起源を持つ。それは以下のように述べられる:

定理 (Carlson)増大度 1 かつ型 σf < π の整函数 f は n = 1, 2, … に対する函数値 f(n) によって完全に決定される。さらに言えば、型が ln 2 よりも真に小さいならば {\displaystyle f(z)=\sum _{n=0}^{\infty }{{\frac {z(z-1)\ldots (z-n+1)}{n!}}(\Delta ^{n}f)(0)}} と書ける。
証明にはフラグメン–リンデレーフの指示函数を用いる。

### ポーヤの定理
整函数が適当な集合上で整数値をとるという条件は、その増大に制限を課す。Pólya (1915) は例えば以下の定理を証明した:

定理 (Pólya)f は非負整数全体の成す集合上で整数値をとる整函数とする。{\displaystyle \limsup _{r\to \infty }{\frac {M_{f}(r)}{2^{r}}}<1} ならば f は多項式である。
言い換えれば、自然数全体の成す集合上で整数値をとる多項式でない整函数として（増大度の意味で）最小のものは、函数 2s である。
この結果は幾何数列上整数値をとる整函数に対するものに一般化できる。

## クラフト–ブルメンタール理論
増大度が有限でない整函数は無限増大度であるという。有限増大度 ρ の場合には、エミール・ボレルにより「その上で増大度が exp(rρ) となる半径 r の円が無限個存在するならば、それら以外の無限個の円上で増大度が著しく低くなることが起こり得る」（そのような整函数は異常増大 (irregular growth) であるという）という言及がかなり早い時期に与えられているが、同じ現象は無限増大度の場合にも存在する。
そのような理論は、整函数の型の存在と公式 {\textstyle M(r)=\max _{|z|=r}|f(z)|=e^{r^{\rho (r)}}} に従って与えられる増大度 ρ = ρ(r) に基づく。

## 整函数論の応用
整函数論は、リウヴィルの定理により、代数学の基本定理のシンプルでエレガントな証明を可能にする。
増大度が整数でない整函数は無限個の零点を持つという性質により、リーマンゼータ函数が 0 < ℜe(z) < 1 に無限個の零点を持つことの証明にも整函数論はあらわれる。
二つの整函数の商である有理型函数の研究にも整函数論は応用される。有理型函数はさまざまな微分方程式に関する問題に自然にあらわれる。
整函数や有理型函数に対する方法論は、より複雑な（複数の変数などに関する……）解析函数の研究に対する重要な示唆や直観の源を与えるものでもある。

## 注